# 班迪亚
班迪亚（Bandia），是印度北阿坎德邦Udham Singh Nagar县的一个城镇。总人口8897（2001年）。

## 人口
该地2001年总人口8897人，其中男性5007人，女性3890人；0—6岁人口1200人，其中男610人，女590人；识字率55.18%，其中男性为62.93%，女性为45.19%。